# St. Ursula-Schulen Wiehre
Die St. Ursula-Schulen Wiehre im Freiburger Stadtteil Wiehre bieten neben einer zweizügigen Realschule für Mädchen (mit Nachmittagsbetreuung) ein dreizügiges berufliches Gymnasium mit den beiden Fachrichtungen „Wirtschaftswissenschaftliches Gymnasium“ sowie „Sozial- und Gesundheitswissenschaftliches Gymnasium (Profil Soziales)“, ebenfalls ausschließlich für junge Frauen.

## Geschichte
Nach mehreren ergebnislosen Versuchen erhalten Ursulinen aus Luzern 1696 von der Stadt Freiburg die Genehmigung, sich in der Stadt niederzulassen, wo sie in der Schiffstraße eine zweite Mädchenschule in der Stadt gründen. Im Jahr 1709 wird die Freiburger Niederlassung des Ordens selbständig. Nach drei Jahren Bauzeit kann 1710 ein Kloster mit Kirche und Schulgebäude bezogen werden, deren Gebäude noch heute erhalten und als „Schwarzes Kloster“ bekannt sind (wegen des schwarzen Habits der Klosterschwestern). Die Kirche St. Ursula wird heute als Kirche für die Altkatholische Gemeinde genutzt, das Klostergebäude wird weitgehend von der Volkshochschule Freiburg genutzt.
1818 wird im Großherzogtum Baden eine Schulgeldpflicht eingeführt, was auch die Ursulinen verpflichtet, den bisher kostenlosen Unterricht nur gegen ein Schulgeld zu erteilen. 1830 ergänzen die Schwestern ihr schulisches Angebot durch eine Näh- und Arbeitsschule für Kinder „aus einfachen Ständen“. 1850 ist das Lehrinstitut St. Ursula die größte Einrichtung ihrer Art in Baden. 1865 geht die geistliche Schulaufsicht in die staatliche Verwaltung über. 1876 werden konfessionelle Schulen verboten, die Simultanschule wird in Baden Pflicht. Da die Ursulinen eine Umwandlung ablehnen, wird im folgenden Jahr die Schule städtisch und das Kloster aufgelöst. Zu dieser Zeit hatte die Schule etwa 1000 Schülerinnen. Die letzte Oberin eröffnet daraufhin eine private Höhere Töchterschule mit Internat für zunächst 120 Schülerinnen.
1893 können nach mehreren Ortswechseln aufgrund der Unterstützung einer Stifterin Gebäude in der Eisenbahnstraße für Schule und Kloster bezogen werden, heute noch Standort des Freiburger Ursula-Gymnasiums.  Da die Räumlichkeiten an diesem Standort bald nicht mehr ausreichen, erwirbt der Orden 1926 das Anwesen der Fabrikantenfamilie Risler im Stadtteil Wiehre an der Hildastraße. Dorthin wird das Kloster und das Internat verlegt, und dort wird auch eine Frauenschule gegründet, Vorläuferin der heutigen St.-Ursula-Schulen. 1929 wird ein Seminar zur Ausbildung von Hauswirtschaftslehrerinnen eröffnet. Während der NS-Zeit muss die Grundschule aufgegeben werden, später wird auch die Fortführung der Haushaltungsschule untersagt; diese wird aber dennoch in kleinem Rahmen weitergeführt. Das Seminar für Hauswirtschaftslehrerinnen muss 1941 schließen, eine schon beschlossene Beschlagnahmung oder Enteignung des Anwesens in der Hildastraße kann allerdings verhindert werden.
1946 kann der Schul- und Internatsbetrieb in der Hildastraße wieder aufgenommen werden. 1954 erhält die „Private Frauenfachschule St. Ursula in der Hildastraße“ die staatliche Genehmigung. 1958 kann ein Schulneubau bezogen werden. 1969 wird das Frauenberufliche Gymnasium, heute Ernährungswissenschaftliches Gymnasium eingerichtet, 1972 beenden die ersten Abiturientinnen ihre dortige Schulzeit. 1968 wird eine Berufsfachschule für Altenpflege eröffnet. Die Ausbildung zur Wirtschafterin wird wegen geringer Nachfrage eingestellt. Auch das Internat wird aus diesem Grund 1969 geschlossen.
1990 gibt der Orden die Trägerschaft der Beruflichen Schulen St. Ursula an die Schulstiftung der Erzdiözese Freiburg ab. 1991 wird das Sozialpädagogische Gymnasium eröffnet, dessen Abitur zunächst aber nur in Baden-Württemberg zum Studium an allen Hochschulen berechtigt. 1996 können die Ursulinen ihr dreihundertjähriges Schul-Engagement in Freiburg feiern. 1997 beginnt die Mädchenrealschule mit ihrem Schulbetrieb. Der neue offizielle Name des Schulzentrums lautet nun „St. Ursula Schulen Hildastraße“. In diesem Jahr wurde auch erreicht, dass das Abitur des Sozialpädagogischen Gymnasiums nun zum uneingeschränkten Hochschulbesuch in ganz Deutschland berechtigt. Bis 2010 bietet die Schule noch eine Berufsfachschule für Altenpflege und Altenpflegehilfe an. Diese geht in diesem Jahr in die Trägerschaft des Caritasverbands über und wird heute unter dem Namen Maria-Belstler-Schule weitergeführt. Das „Sozialpädagogische Gymnasium“ (SG), bisher im Versuchsschulstatus, wird zum „Sozialwissenschaftlichen Gymnasium“ und als offizieller Schultyp anerkannt. Inzwischen ist die offizielle Bezeichnung „Sozial- und Gesundheitswissenschaftliches Gymnasium“ und wird in zwei Profile eingeteilt, das Profil „Soziales“, das an den St. Ursula Schulen angeboten wird, und das Profil „Gesundheit“, das hier nicht im Angebot ist.

## Schulpartnerschaften
Die St. Ursula-Schulen Freiburg pflegen einige Schulpartnerschaften. 1986 begann eine Schulpartnerschaft mit der „Albemarle High School“ in Charlottesville, Virginia, USA. Es folgen 1995 eine weitere Schulpartnerschaft mit der katholischen Pariser Schule „Lycée Polyvalent Privé Albert de Mun“ und 1996 mit der katholischen Schule in Libiąż, Polen.

## Anbindung
Die St. Ursula-Schulen befinden sich zwischen den Haltestellen Schwabentorbrücke und Brauerei Ganter der Straßenbahnlinie 1. Der Haltepunkt Freiburg-Wiehre an der Höllentalbahn ist fußläufig erreichbar. In der Nähe verlaufen der FR 1 entlang der Dreisam und der FR 8 aus Richtung Kappel und Littenweiler.